# Thomas Chambers
Ne pas confondre avec le graveur Thomas Chambers (1724-1789).
Pour les articles homonymes, voir Chambers et Tom Chambers.

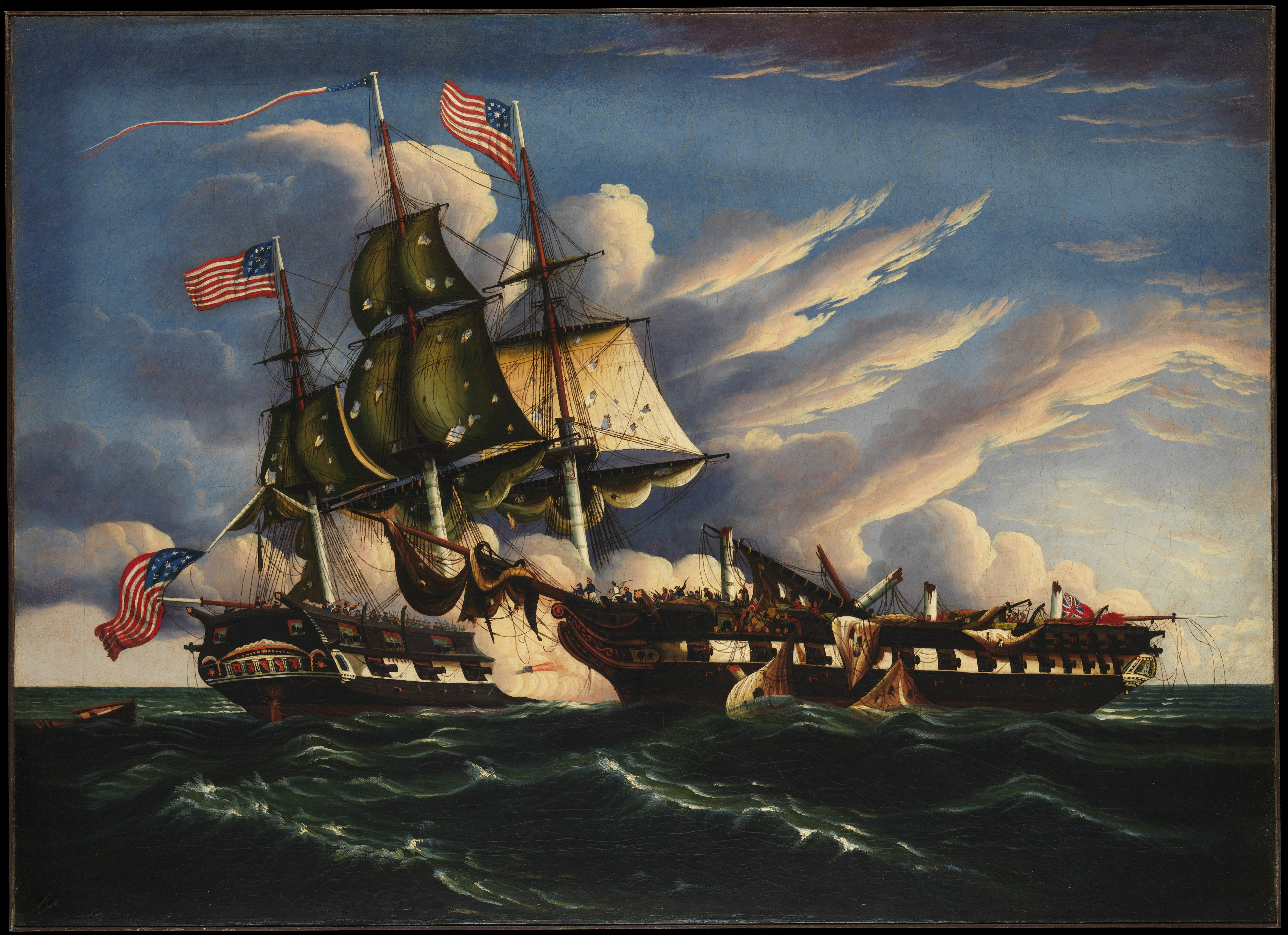
USS Constitution et HMS Guerriere (vers 1845), le premier tableau identifié comme étant le sien.

Thomas Chambers, né en 1808 à Whitby, Yorkshire et mort en 1869 dans la même ville, est un peintre qui passe la majeure partie de sa vie aux États-Unis. Il est généralement classé comme primitiviste, mais est également appelé le "First American Modern". La plupart de ses tableaux ne sont pas signés, ce qui a retardé sa renommée.

## Biographie et carrière
Son père est marin marchand, et sa mère est blanchisseuse. Son éducation artistique, si elle existe, n'est pas connue, bien qu'il soit presque certain qu'il travaille avec son frère, George, qui est autodidacte mais qui devient un artiste marin de premier plan. Il est possible qu'il soit apprenti chez un graveur. Il émigre aux États-Unis en 1832, peu de temps après que George ait obtenu le patronage du roi Guillaume IV. Il se rend d'abord  à la Nouvelle-Orléans et il dépose une déclaration d'intention pour devenir un citoyen naturalisé. De 1834 à 1843, il figure dans l'annuaire de la ville de New York en tant que peintre et restaurateur.
Après une période à Boston (1843-1851), il passe quelque temps à  Albany avant de retourner à New York, vers 1857. Beaucoup de ses œuvres présentent la vallée du fleuve Hudson, mais il n'est pas influencé par l'école de peinture du fleuve Hudson. Il peint également des scènes de la vallée du Connecticut. Aucune de ses oeuvres n'est exposée de son vivant, mais il vend ses tableaux aux enchères. Vers 1866, il retourne en Angleterre, sans le sou et handicapé, où il meurt dans une maison-Dieu.
Il n'a pratiquement pas été reconnu jusqu'en 1942, lorsque la découverte d'une peinture signée l'a relié à un grand nombre de peintures de marine et de paysage flamboyants du milieu du XIXe siècle qui n'étaient pas attribués auparavant. Sa première exposition a eu lieu à New York, la même année, à la Macbeth Gallery. Plus de soixante-cinq tableaux  ont été identifiés comme étant de lui et de nombreux autres ont été provisoirement attribués. Nombre de ses œuvres ont été librement inspirées de gravures d'autres artistes, notamment de William Henry Bartlett, mais on sait qu'il a peint en plein air. Il a également peint des portraits, mais aucun n'a été identifié.

## Galerie

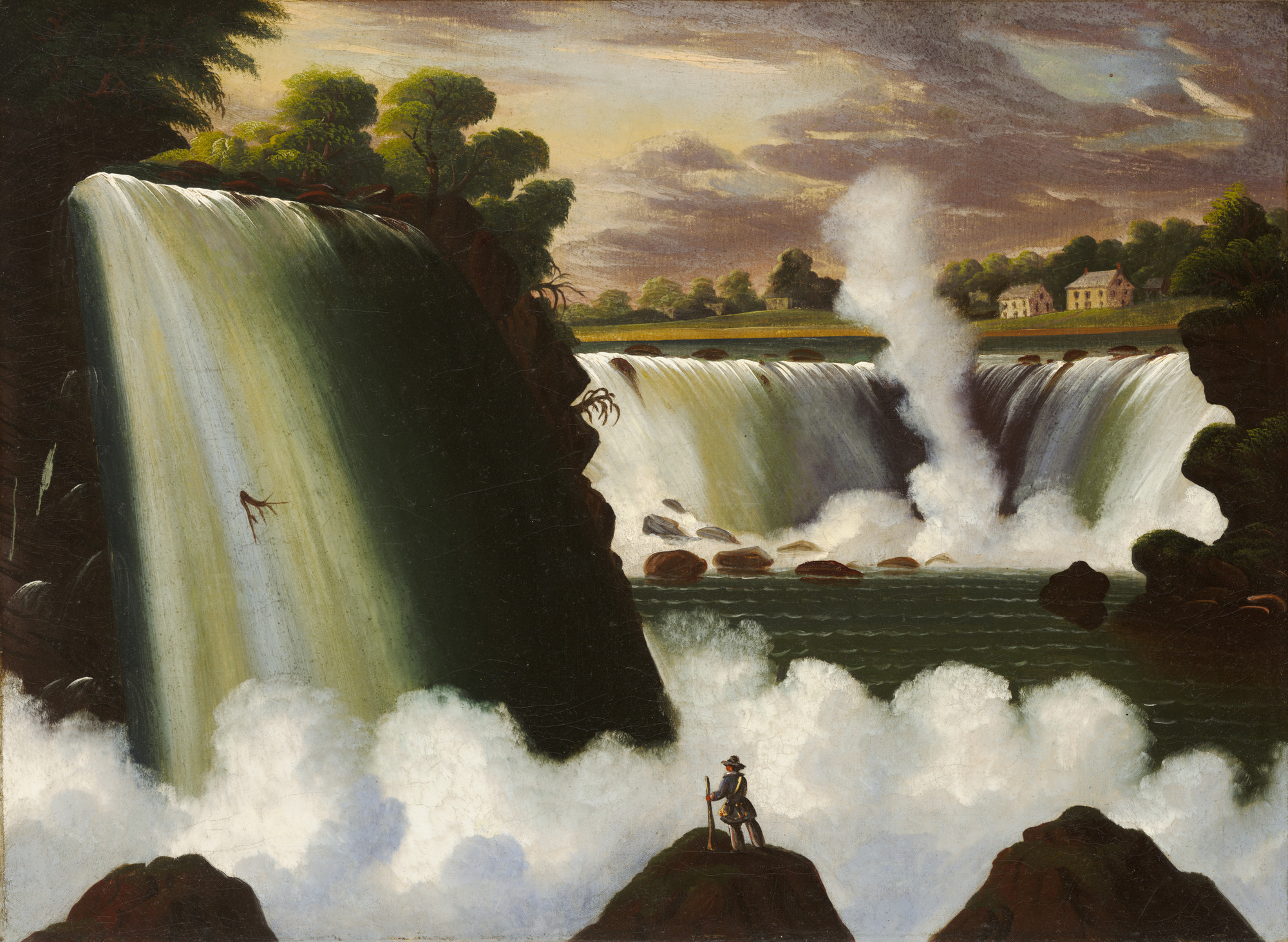
Les chutes du Niagara.
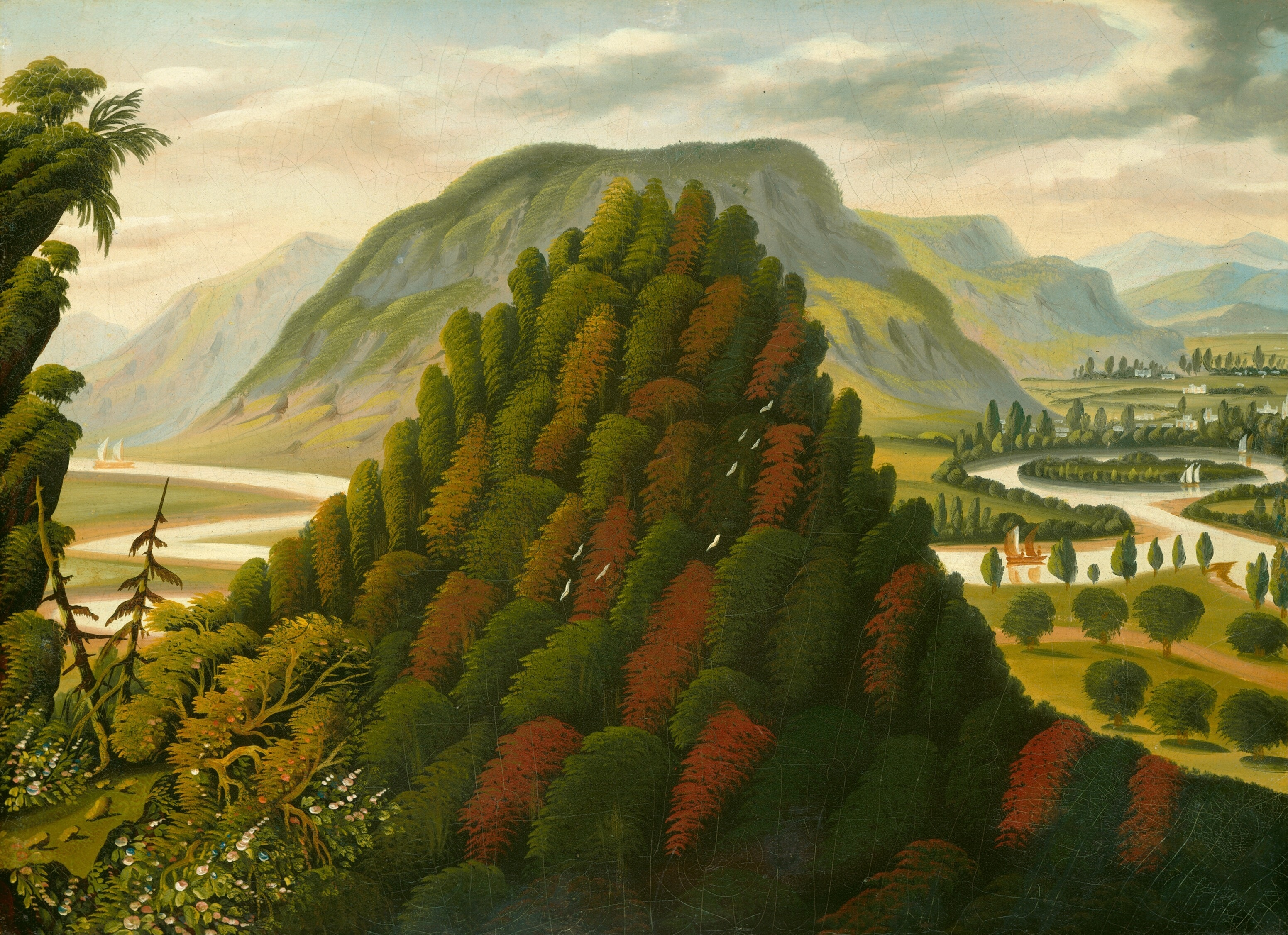
La vallée du Connecticut.
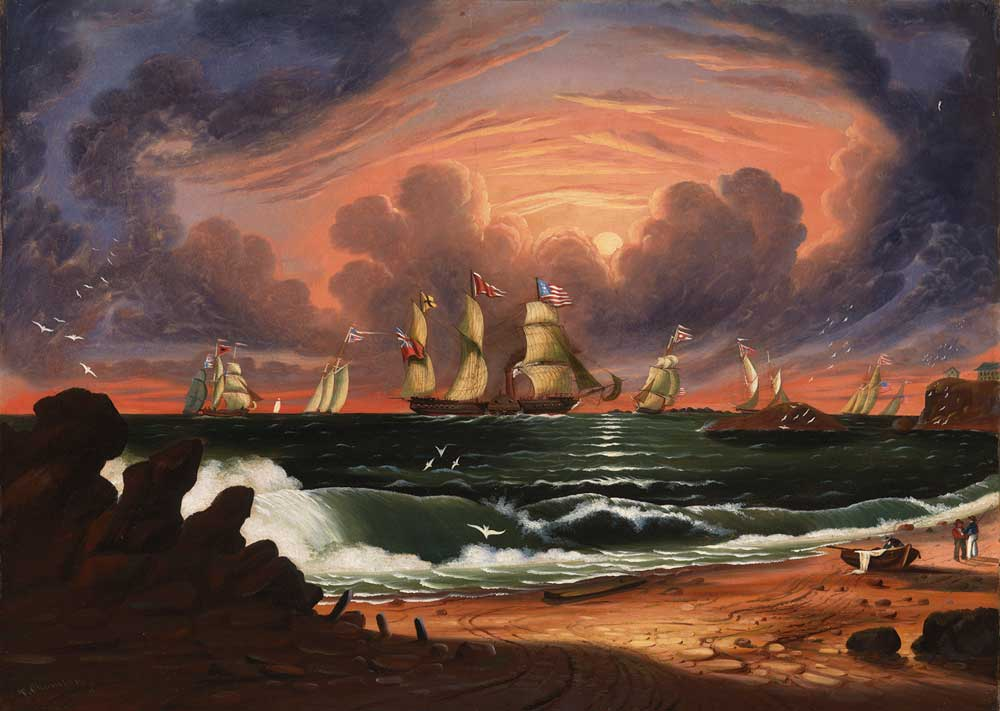
Vue depuis Nahant au coucher du soleil.
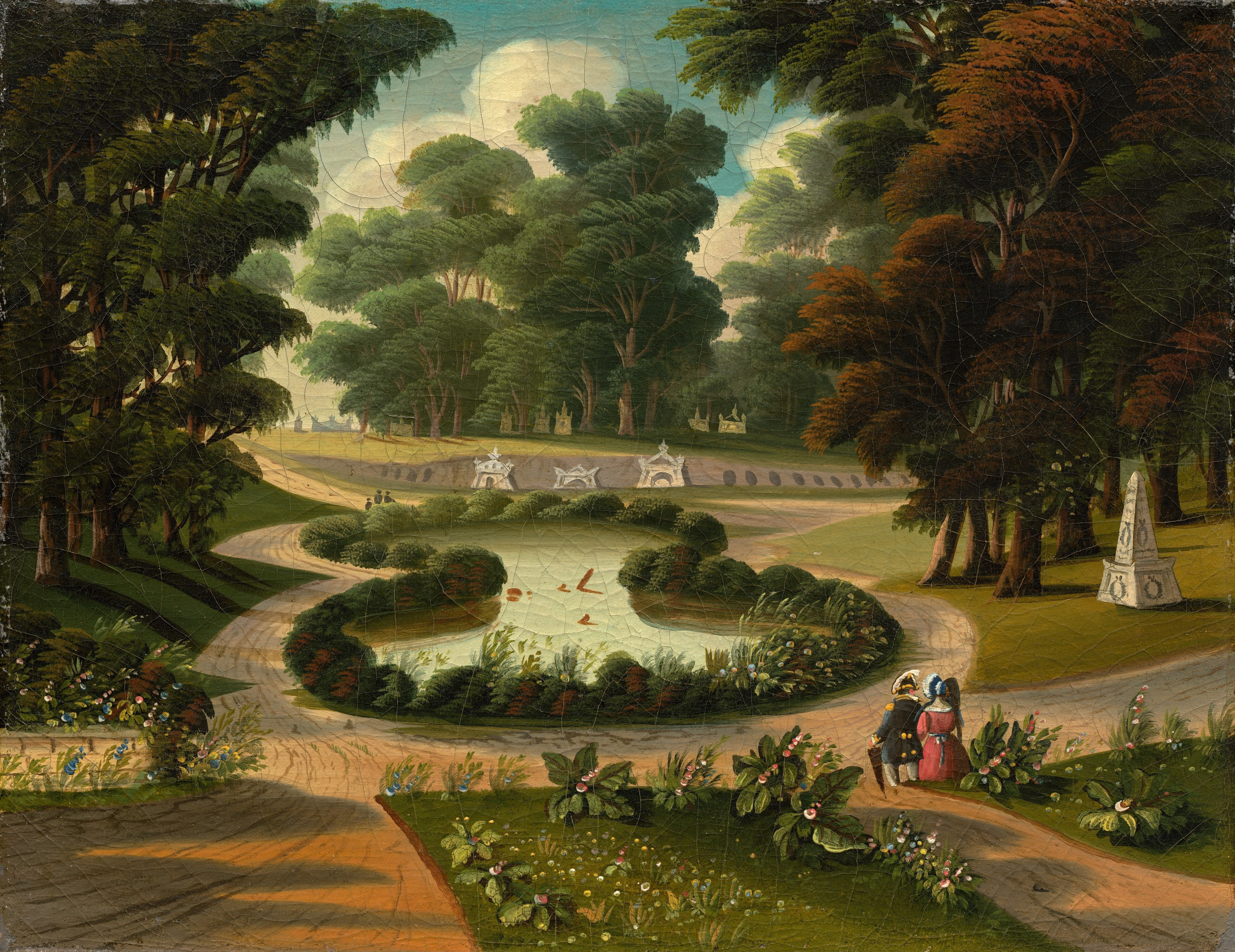
Cimetière de Mount Auburn.
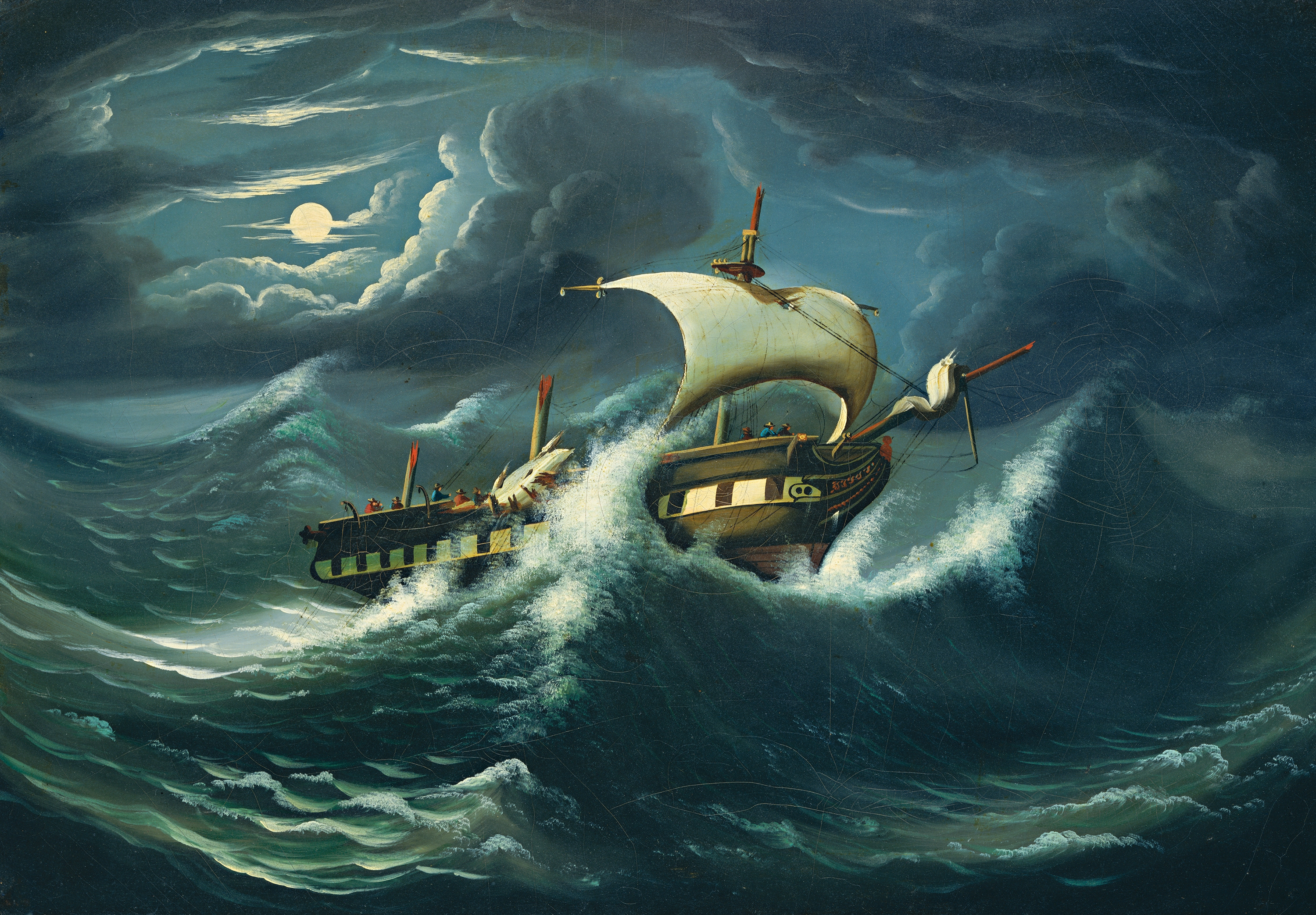
Frégate dans la tempête.